# Jakovlje
Jakovlje é uma vila e município da Croácia localizado no condado de Zagreb